# Ginástica artística nos Jogos Pan-Americanos de 2007 - Individual geral feminino
A final do individual geral da ginástica artística nos Jogos Pan-Americanos de 2007, realizada no dia 16 de julho de 2007, contou com a participação das 24 atletas classificadas na fase anterior.

## Medalhistas
| Ouro   | USA Shawn Johnson |
| Prata  | USA Rebecca Bross |
| Bronze | USA Ivana Hong    |

## Qualificação
| Pos. | Ginasta                 | Pontos | Resultado |
| ---- | ----------------------- | ------ | --------- |
| 1    | USA Shawn Johnson       | 61,850 | Q         |
| 2    | BRA Jade Barbosa        | 60,650 | Q         |
| 3    | USA Rebecca Bross       | 60,500 | Q         |
| 4    | BRA Lais Souza          | 59,025 | Q         |
| 5    | USA Ivana Hong          | 58,750 | Q         |
| 6    | BRA Daniele Hypólito    | 57,750 | Q         |
| 7    | MEX Elsa García         | 57,700 | Q         |
| 8    | USA Samantha Peszek     | 57,650 |           |
| 9    | BRA Khiuani Dias        | 57,225 |           |
| 10   | CUB Madelen Tamayo      | 56,750 | Q         |
| 11   | CAN Peng-Peng Lee       | 56,275 | Q         |
| 12   | MEX Maricela Cantú      | 55,950 | Q         |
| 13   | CAN Charlotte Mackie    | 55,700 | Q         |
| 14   | MEX Yeny Ibarra         | 54,900 | Q         |
| 15   | MEX Yesenia Estrada     | 54,850 |           |
| 16   | CUB Yahanara Sese       | 54,600 | Q         |
| 17   | COL Jessica Gil         | 54,375 | Q         |
| 18   | ARG Virginia Deluzio    | 54,000 | Q         |
| 19   | COL Bibiana Vélez       | 53,950 | Q         |
| 20   | VEN Jessica López       | 53,675 | Q         |
| 21   | COL Nathalia Sánchez    | 53,525 | Q         |
| 22   | CAN Emma Willis         | 53,175 | Q         |
| 23   | CUB Dunas Lamas         | 53,050 | Q         |
| 24   | GUA Emely Monzón        | 53,000 | Q         |
| 25   | ARG Ayelen Tarabini     | 52,875 | Q         |
| 26   | PUR Sidney Sanabria     | 52,775 | Q         |
| 27   | ARG Florencia Salomón   | 52,075 | Q         |
| 28   | ESA Emilia Meléndez     | 51,825 | R         |
| 29   | VEN Ivet Rojas          | 51,100 | R         |
| 30   | ARG María Sol Poliandri | 50,100 |           |
| 31   | PUR Mariecarmen Rivera  | 49,850 | R         |
| 32   | PUR Leysha López Recci  | 49,625 | R         |

- Q - qualificada para a final
- R - reserva

## Final
| Pos.              | Ginasta               |        |        |        |        | Total  |
| ----------------- | --------------------- | ------ | ------ | ------ | ------ | ------ |
| Medalha de ouro   | USA Shawn Johnson     | 15,175 | 15,275 | 16,175 | 15,100 | 61,725 |
| Medalha de prata  | USA Rebecca Bross     | 14,850 | 15,175 | 15,925 | 15,100 | 61,050 |
| Medalha de bronze | USA Ivana Hong        | 14,950 | 14,325 | 15,575 | 14,525 | 59,375 |
| 4                 | BRA Jade Barbosa      | 15,850 | 13,675 | 14,775 | 15,025 | 59,325 |
| 5                 | BRA Daniele Hypólito  | 13,900 | 14,100 | 14,700 | 14,600 | 57,300 |
| 5                 | CAN Peng-Peng Lee     | 14,025 | 13,225 | 15,475 | 14,575 | 57,300 |
| 7                 | MEX Elsa García       | 14,625 | 13,225 | 13,775 | 14,757 | 56,200 |
| 8                 | CUB Madelen Tamayo    | 14,575 | 14,200 | 13,825 | 13,225 | 55,825 |
| 9                 | BRA Khiuani Dias      | 14,900 | 13,775 | 14,725 | 12,225 | 55,625 |
| 10                | MEX Yeny Ibarra       | 14,350 | 13,600 | 13,375 | 13,875 | 55,200 |
| 11                | COL Nathalia Sánchez  | 13,825 | 13,950 | 14,000 | 13,025 | 54,800 |
| 11                | MEX Maricela Cantú    | 13,925 | 13,300 | 13,450 | 14,125 | 54,800 |
| 13                | COL Jessica Gil       | 14,450 | 12,200 | 13,675 | 14,075 | 54,400 |
| 14                | COL Bibiana Vélez     | 13,975 | 13,800 | 12,925 | 13,600 | 54,300 |
| 15                | ARG Virginia Deluzio  | 13,750 | 13,575 | 13,250 | 13,475 | 54,050 |
| 16                | CAN Charlotte Mackie  | 13,875 | 13,300 | 13,175 | 13,350 | 53,700 |
| 17                | CUB Yahanara Sese     | 13,800 | 13,400 | 13,225 | 12,775 | 53,200 |
| 18                | CUB Dunas Lamas       | 13,675 | 13,375 | 12,725 | 13,350 | 53,125 |
| 19                | GUA Emely Monzón      | 12,950 | 12,750 | 14,325 | 13,075 | 53,100 |
| 20                | ARG Ayelen Tarabini   | 13,775 | 12,050 | 13,425 | 13,025 | 52,275 |
| 20                | VEN Jessica López     | 12,875 | 13,825 | 12,600 | 12,975 | 52,275 |
| 22                | PUR Sidney Sanabria   | 13,425 | 12,400 | 13,200 | 12,675 | 51,700 |
| 23                | ARG Florencia Salomon | 13,800 | 11,050 | 12,975 | 13,700 | 51,525 |
| 24                | CAN Emma Willis       | 13,300 | 12,300 | 13,025 | 12,850 | 51,475 |